# Красносілка (Гайсинський район)
Красносі́лка — село в Україні, у  Бершадській міській громаді Гайсинського району Вінницької області.

## Географія
Лежить на лівому березі Південного Бугу. Віддаль до центру громади — 20 км.
Через село проходить ширококолійна залізниця Вінниця — Гайворон. У селі залізнична станція Генріхівка. На станції навантажують вантажні вагони, 4 рази на тиждень ходить приміський поїзд до Вінниці.

## Літопис
Це село, як і навколишні, розташовані в гарній місцині, належало знатній родині Ліпковських, герби яких стали відомими у Польщі ще в XVI столітті.
Саме тут земельний наділ придбав Генріх Ліпковський, який найбільше зробив для розбудови Красносілки і зростання її значимості в цьому регіоні. Вже в другій половині XIX століття його маєток був найбільшим у повіті.
Село пов'язано з історією польського повстання 1830 року.
Свідчення про Красносілку можна знайти в «Географічному словнику» виданому у Варшаві у 1883 році.
Село входило до М'якохідської волості, згодом стало волосним центром, а волость була перейменована на Красносільську.
7 (20) листопада 1917 року, відповідно до Третього Універсалу Української Центральної Ради, увійшло до складу Української Народної Республіки.
З 7 березня 1923 було районним центром Красносільського району.
19 листопада 1924 перейшло до складу Соболівського району.
11 серпня 1925 перейшло до складу Джулинського району.
10 вересня 1959 з метою укрупнення районів Джулинський район ліквідували, село перейшло до Бершадського району.
14 лютого 2019 громада УПЦ МП Святого апостола і євангеліста Іоана Богослова перейшла до складу Вінницько-Тульчинської єпархії ПЦУ.
12 червня 2020 року, відповідно розпорядження Кабінету Міністрів України № 707-р «Про визначення адміністративних центрів та затвердження територій територіальних громад Вінницької області», село увійшло до складу Бершадської міської громади.
17 липня 2020 року, в результаті адміністративно-територіальної реформи та ліквідації Бершадського району, село увійшло до складу Гайсинського району.

### Храми
В 1703 році був побудований дерев'яний православний храм святого Апостола Іоанна Богослова, шириною 6 аршин (4,25 м) і висотою 15 аршин (10,65 м)  з окремою дзвіницею. Іконостас у ньому був дощаний, двох'ярусний, з іконами грецького письма. Цей храм існував до 1873 року.
Новий храм побудували  в 1867-1873 роках. Цей храм був дерев'яний на кам'яному фундаменті, дзвіниця була побудована разом з храмом, всю будівлю покривав залізний дах. Споруда храму обійшлася в 7200 рублів і зроблена на кошти парафіян. У 1879 році у дах дзвіниці вдарила блискавка, відбивши частину карнизу, ставню, розбивши скляні двері  з дзвіниці в церкву, і пошкодивши рами наместной ікони Святого Миколая. Іконостас у храмі був триярусний, прикрашений золотою різьбою на синюватому тлі. У 1896 році храм зазнав капітального ремонту: верх і барабан храму були розібрані до зовнішнього карниза, залом стіни були виготовлені з нових брусів, барабан і верх встановили назад, без зміни плану.
Також були дерев'яні причтові приміщення, побудовані парафіянами в 1862 році. Церковно-приходська школа була відкрита в 1862 році, і розміщувалася в окремому будинку. Після революції в 1926 році храм був зруйнований, а все церковне майно було націоналізовано і передано в колгосп. На місці храму побудували склади.
У 1992 році за рішенням жителів села та сільської ради було розпочато будівництво нового цегляного храму на честь святого Апостола Іоанна Богослова, будівництво якого тривало 15 років. З 2007 року в храмі проходять регулярні богослужіння.

### Пам'ятки
- За Генріха був збудований у селі цукровий завод, а також прокладена залізниця, місцева станція, яка і по-сьогодні носить його ім'я.
Родину Ліпковських поважали в країні за відданість короні і присязі, чоловіки якої служили у війську і навіть на флоті.

Будівництво у Красносілці палацу Генріх розпочав у 1822 році, який по проекту зводився в італійському стилі. З його вікон відкривався дуже гарний вид на річку Південний Буг. Однак на малюнку 1860 року ми вже зустрічаємо маєток в дещо переробленому вигляді.
Головний будинок мав два поверхи з двоскатним дахом з партерами. А веранда була з односкатним, на колонах. В лівому куті головної споруди були колони, а також арки і закрита тераса.
Вже в 1873 році палац знову дещо змінив всій вигляд, особливо тераси, де в правій, з високими закритими вікнами, знаходилася оранжерея. Найгарнішою тут була бальна зала — висока, з багатьма орнаментами та арками. Нагорі стіни були покриті штукатуркою з характерними гротами. Доповнювали величавість великі люстра з кришталю, а на підході проглядалося кілька відтінків паркету.
- Був камін світлого мармуру, над яким висіли скульптури, а навколо — картини в позолочених рамках.

Зала для балів і декорацій була дуже величава, а попід стінами стояли крісла в стилі Людовіка Філіпа і банкетки. Тут було два салони, а стіни вимальовані яскравими орнаментами. Подібний вигляд мала і друга зала, де всі речі були позолочені. Тут в колекції були зібрані кубки, чашки, полумиски, різні китайські фігурки. Штрихами були намальовані пейзажі села і округи, а також «красносільські справи», як про це повідали очевидці.
Цікавою у палаці була й система опалювання, а покої відзначалися величністю і оригінальною умебльованістю, особливо різноплановими диванами.
Сучасники схвально відгукувалися і про галерею Ліпковських, яка, вишукано оформлена, поєднувала в собі картини з декількох десятків образів.
Вражаюче виглядала зала їдальні. Це, насамперед, різні балкони, розмальована стеля, старовинний годинник. В центрі знаходилася гарна шафа і великий овальний стіл зі стільцями.
Це лише штриховані узагальнення, які можна зробити з тодішніх описів вражень очевидців.
Після Генріха Ліпковського Красносілка перейшла до одного з його синів, який вів дещо розгульний спосіб життя. З часом він продав палац іншому члену родини, а колекції подарував братовій. Зараз важко оцінювати такі дії наступних власників маєтку, однак, скоріш за все, це було пов'язано з їх фінансовими труднощами.
Ліпковські проживали в Красносілці аж до революційних подій, пов'язаних з приходом більшовицької влади. Саме в цю пору завершилася світла сторінка в історії цього панського палацу.
В наступні десятиліття його приміщення використовувалися під різні навчальні та офіційні установи, керівники яких не задумувалися над збереженням будівлі. У роки нацистської окупації тут знаходилася комендатура. Саме сюди прагнув спрямувати свій палаючий бомбардувальник радянський екіпаж, який розбився поруч, і льотчики захоронені в парку біля маєтку.
І лише в післявоєнний період, коли тут функціонувала знаменита Красносільська середня школа, це приміщення підтримувалося всі роки у більш-менш нормальному стані, наскільки дозволяли тодішні можливості.
- Палац Ліпковських.Світлини Красносілки. Палац Ліпковських [Архівовано 4 березня 2016 у Wayback Machine.]

## Населення
Населення — 1978 осіб станом на 2001 рік.

### Мова
Розподіл населення за рідною мовою за даними :
| Мова       | Кількість | Відсоток |
| ---------- | --------- | -------- |
| українська | 1947      | 98.43%   |
| російська  | 27        | 1.37%    |
| білоруська | 2         | 0.10%    |
| румунська  | 1         | 0.05%    |
| болгарська | 1         | 0.05%    |
| Усього     | 1978      | 100%     |

## Визначні особистості
Бурлаку Тарас Миколайович (20.12.1974 — 04.03.2023) — український військовик, учасник російсько-української війни.
Кирилюк Олександр Анатолійович (?—12.05.2024) — український військовик, учасник російсько-української війни
Сметанський Олександр Анатолійович (19.05.1988 —13.09.2023) — український військовик, учасник російсько-української війни. 
Тарахкало Олег Леонідович (04.06.1976 —13.04.2022) — український військовик, учасник російсько-української війни. 
Тарковський Руслан Сергійович (23.01.1998 —31.08.2022) — український військовик, учасник російсько-української війни. 
Шкуренко Володимир Миколайович (17.06.1977—12.08.2022) — український військовик, учасник російсько-української війни.

### Парк та садиба

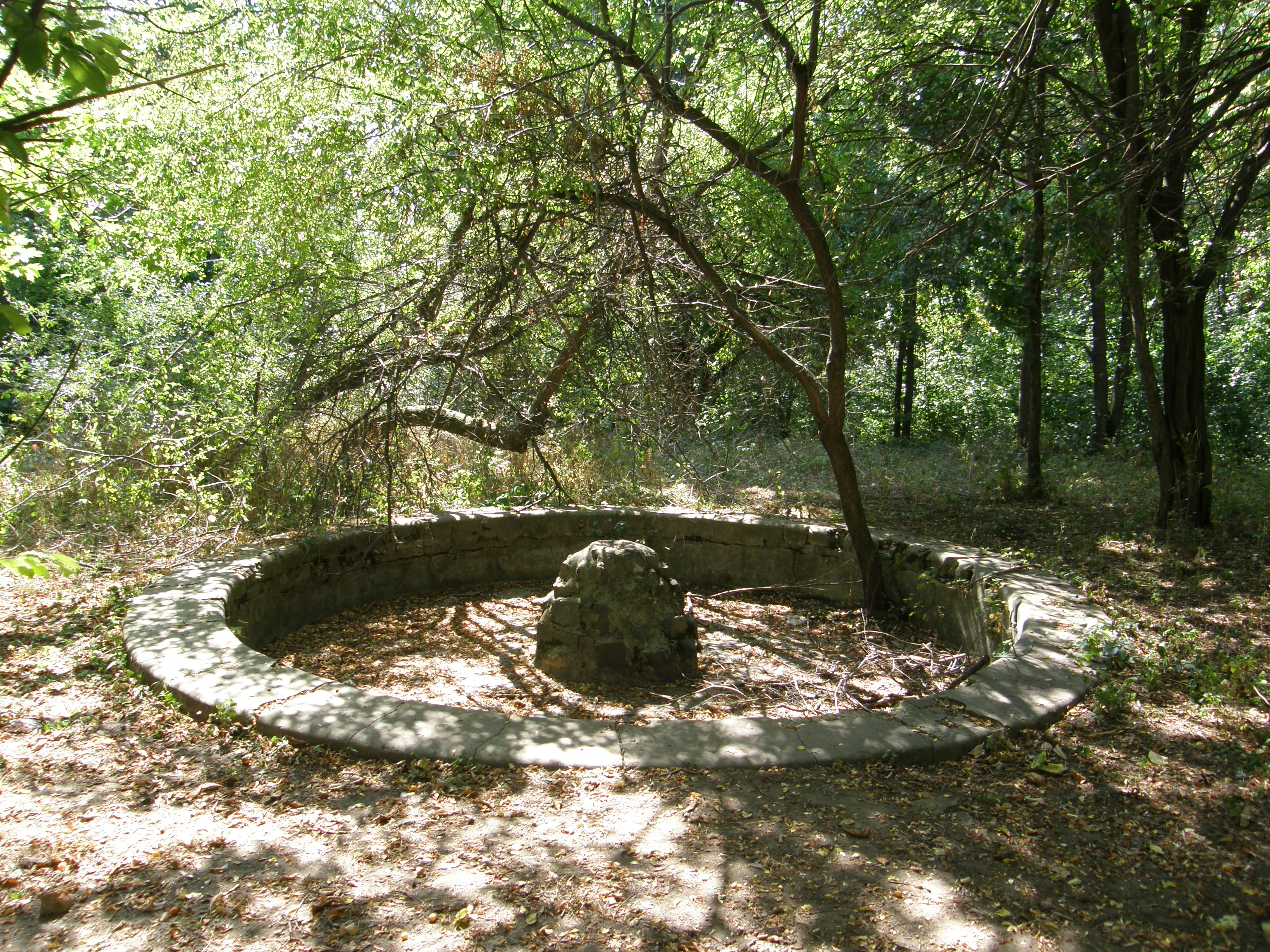
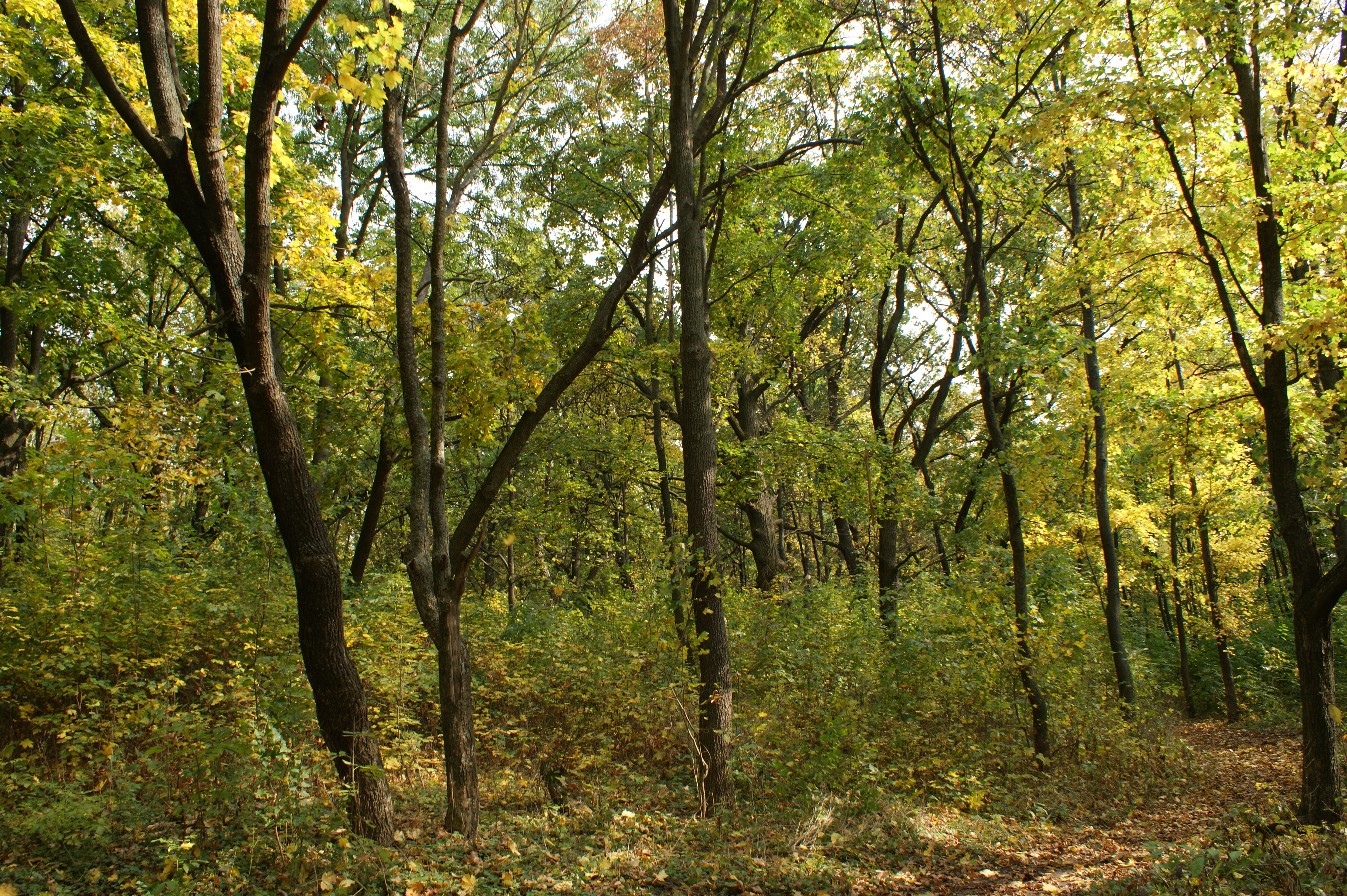
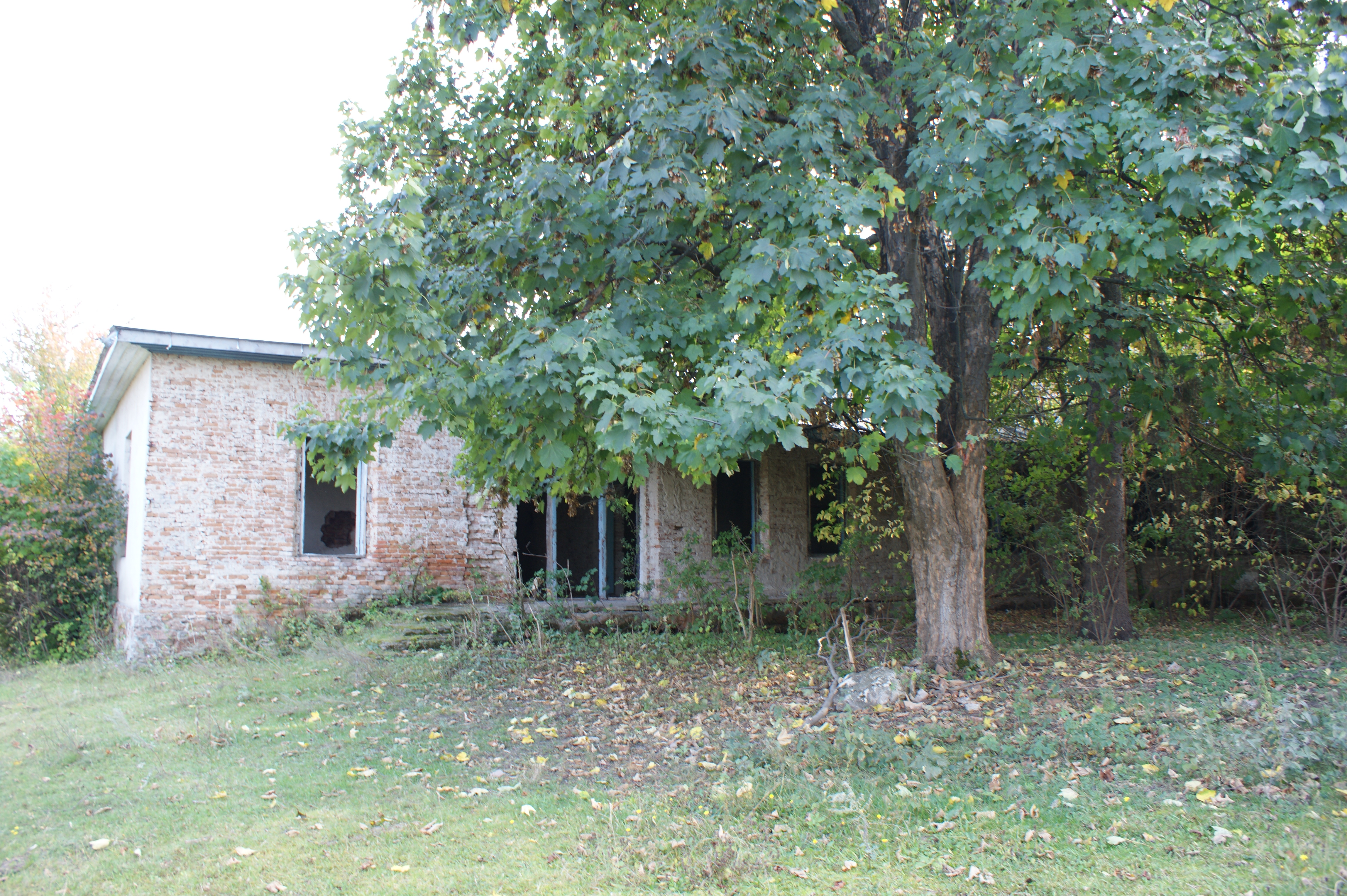
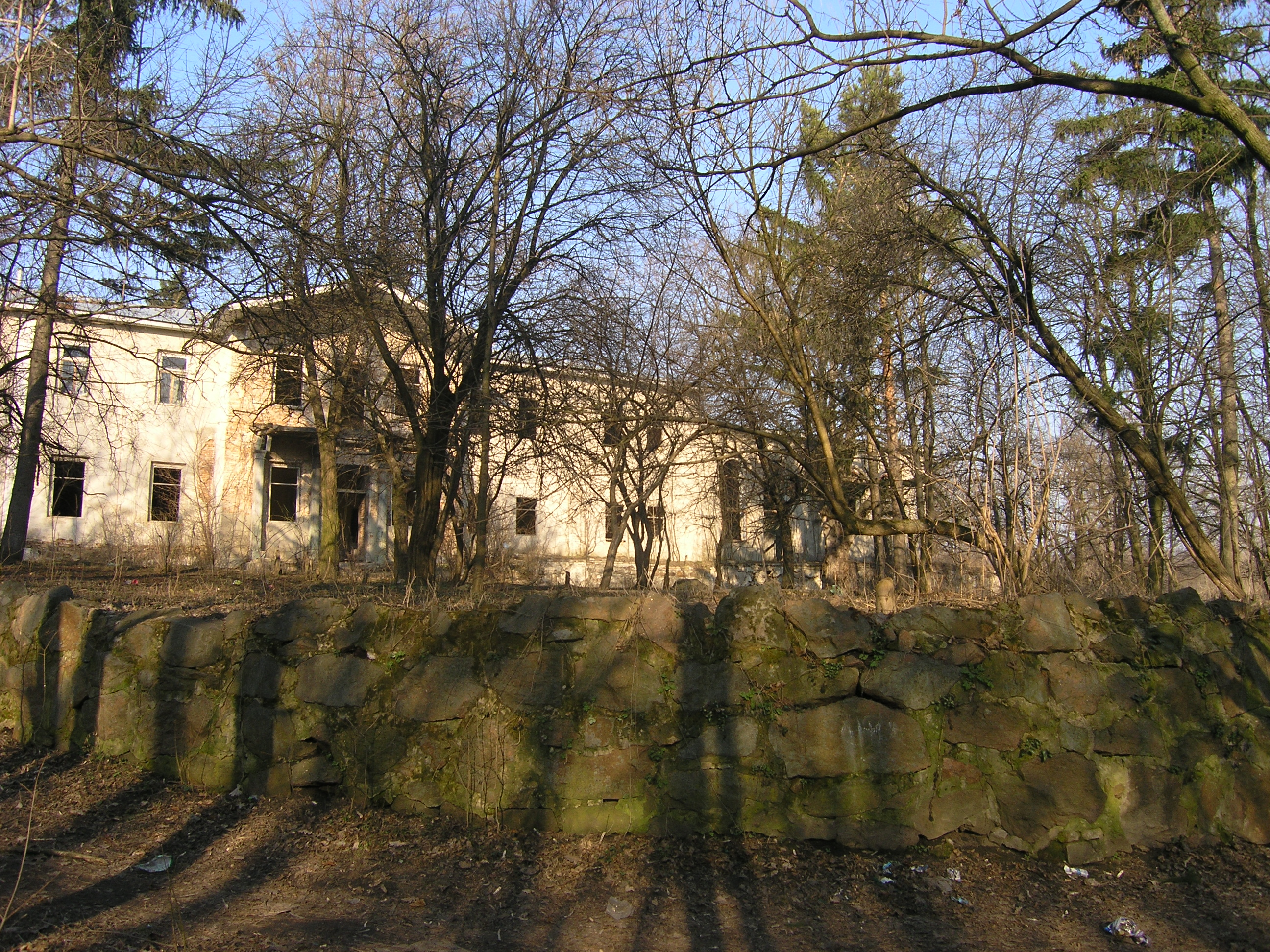
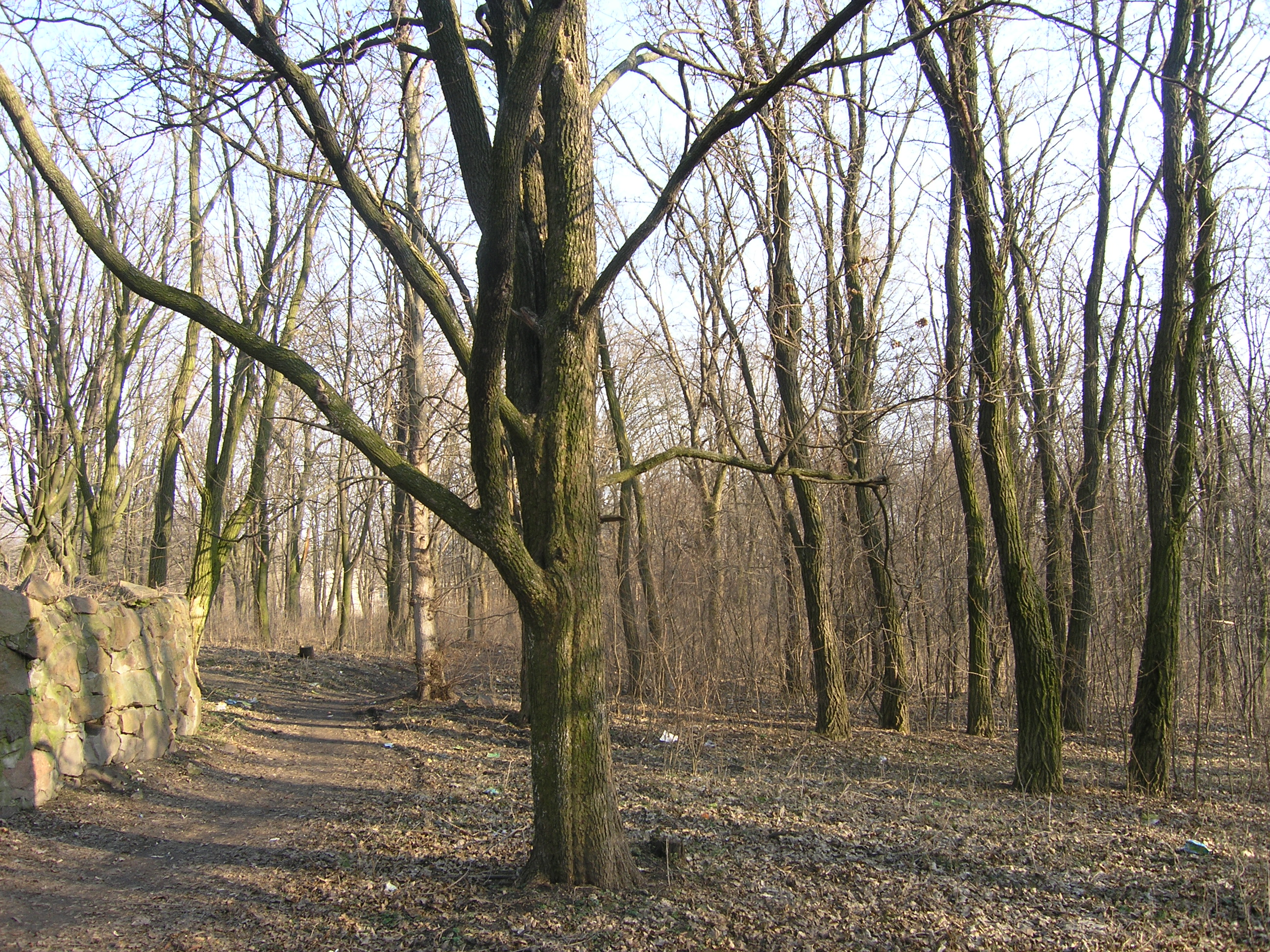
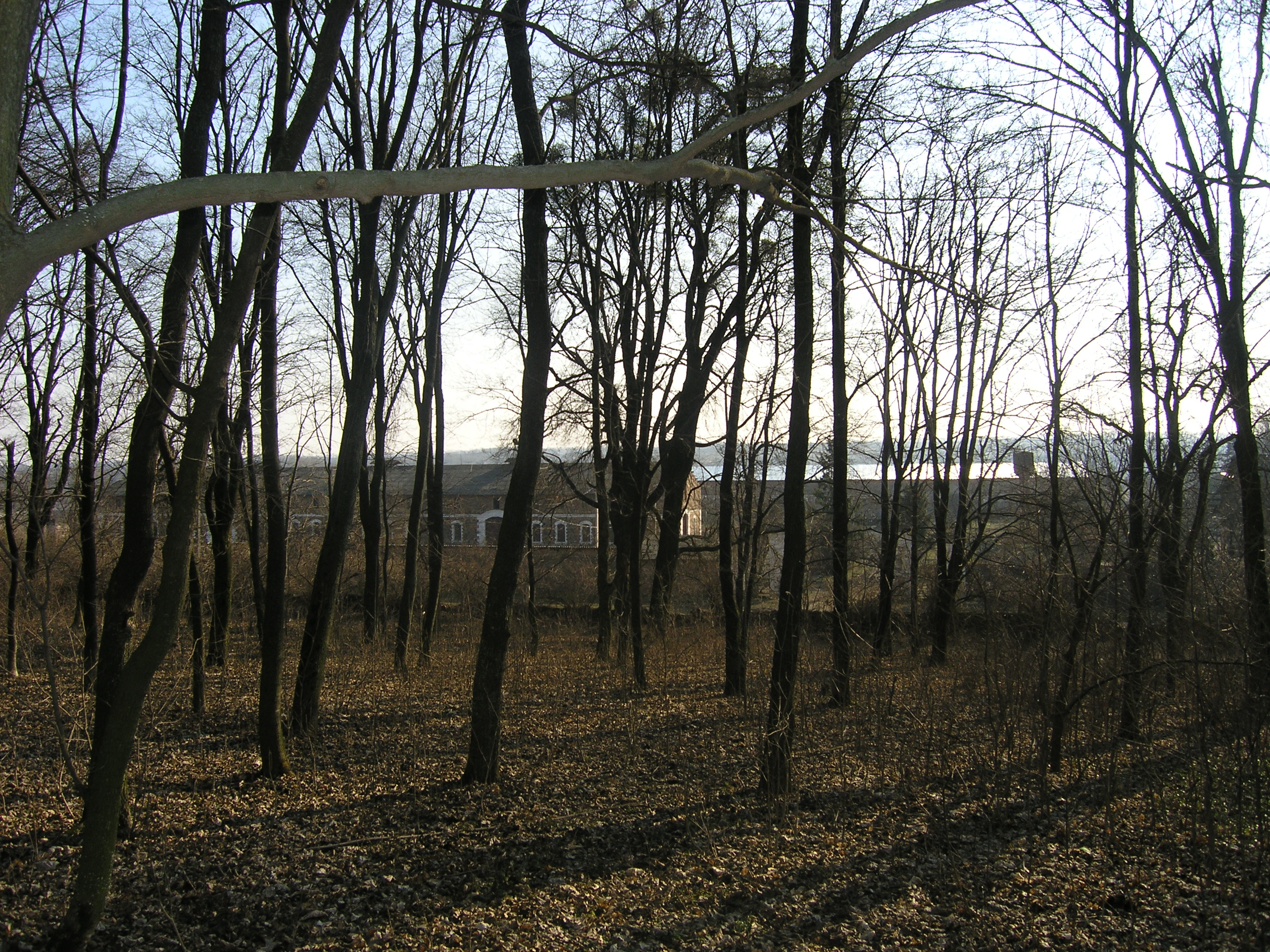
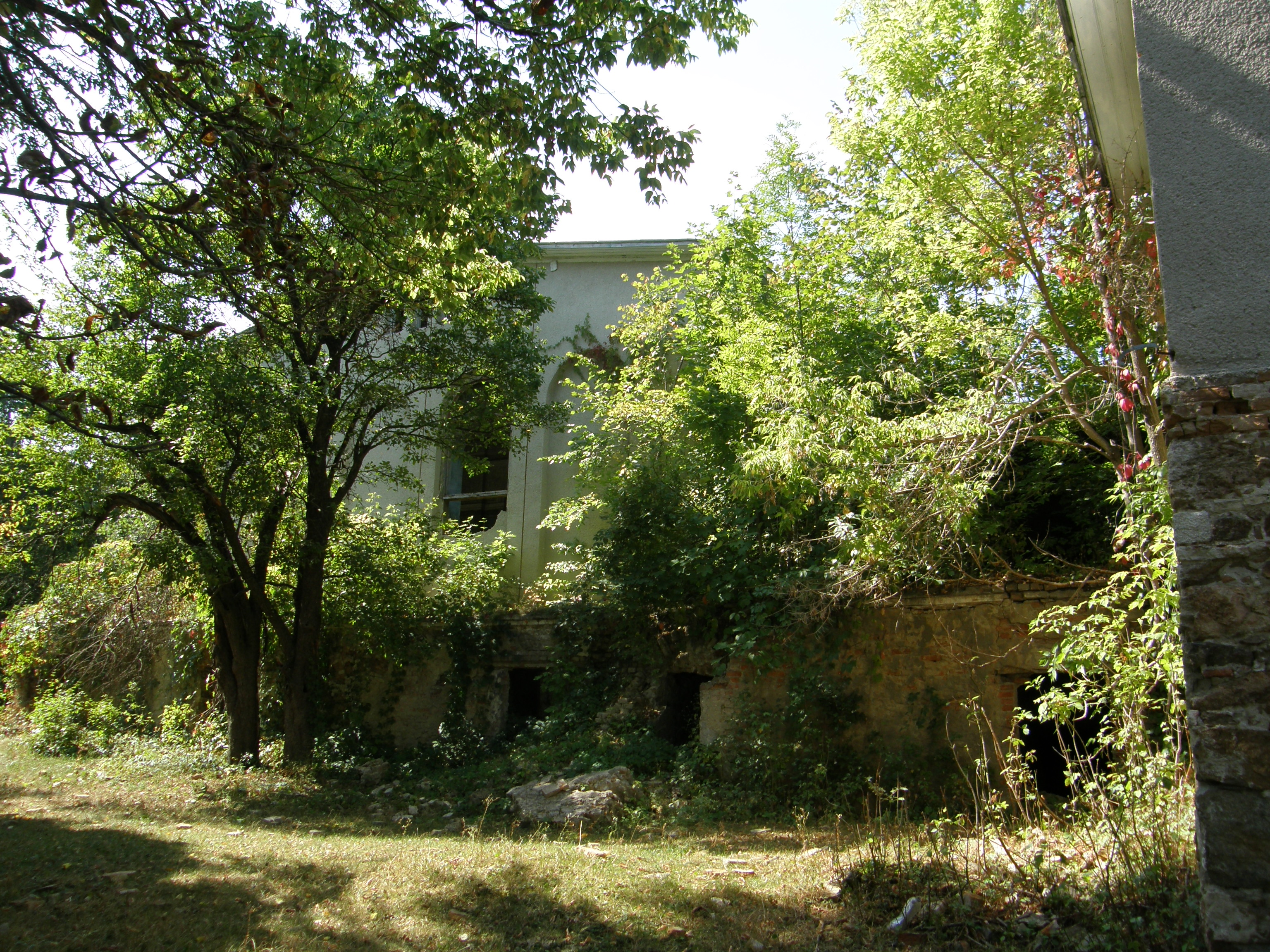
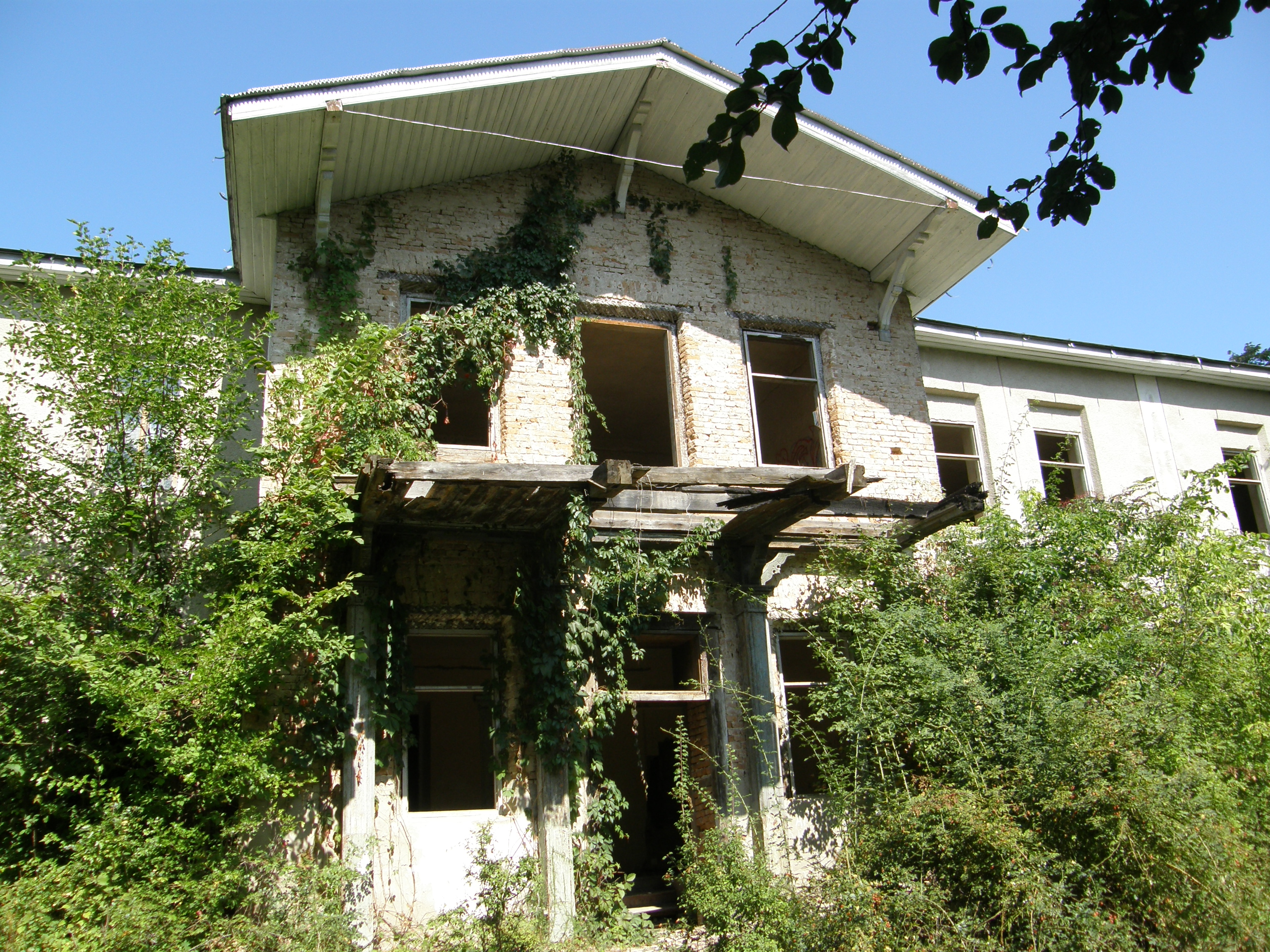
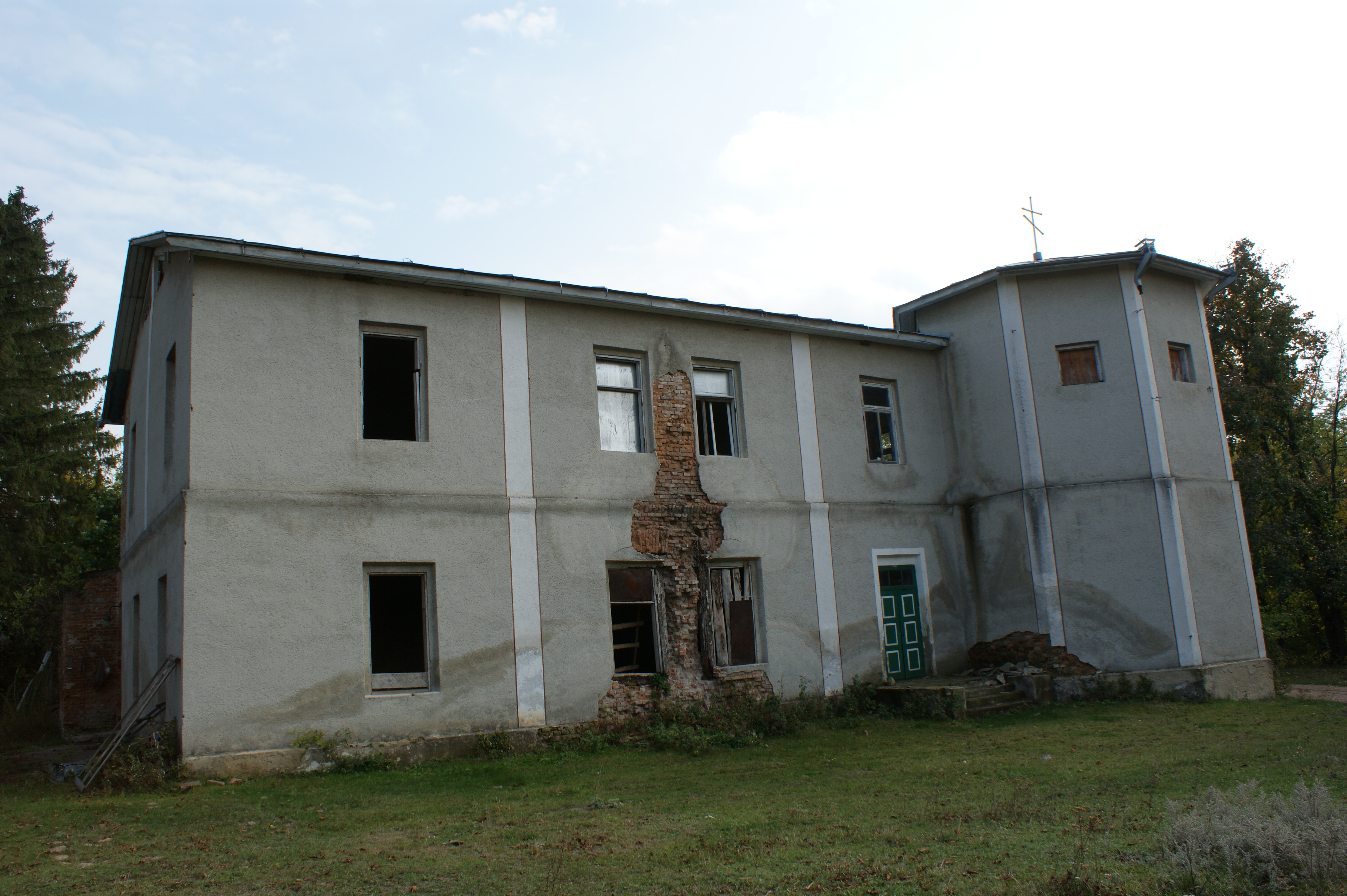
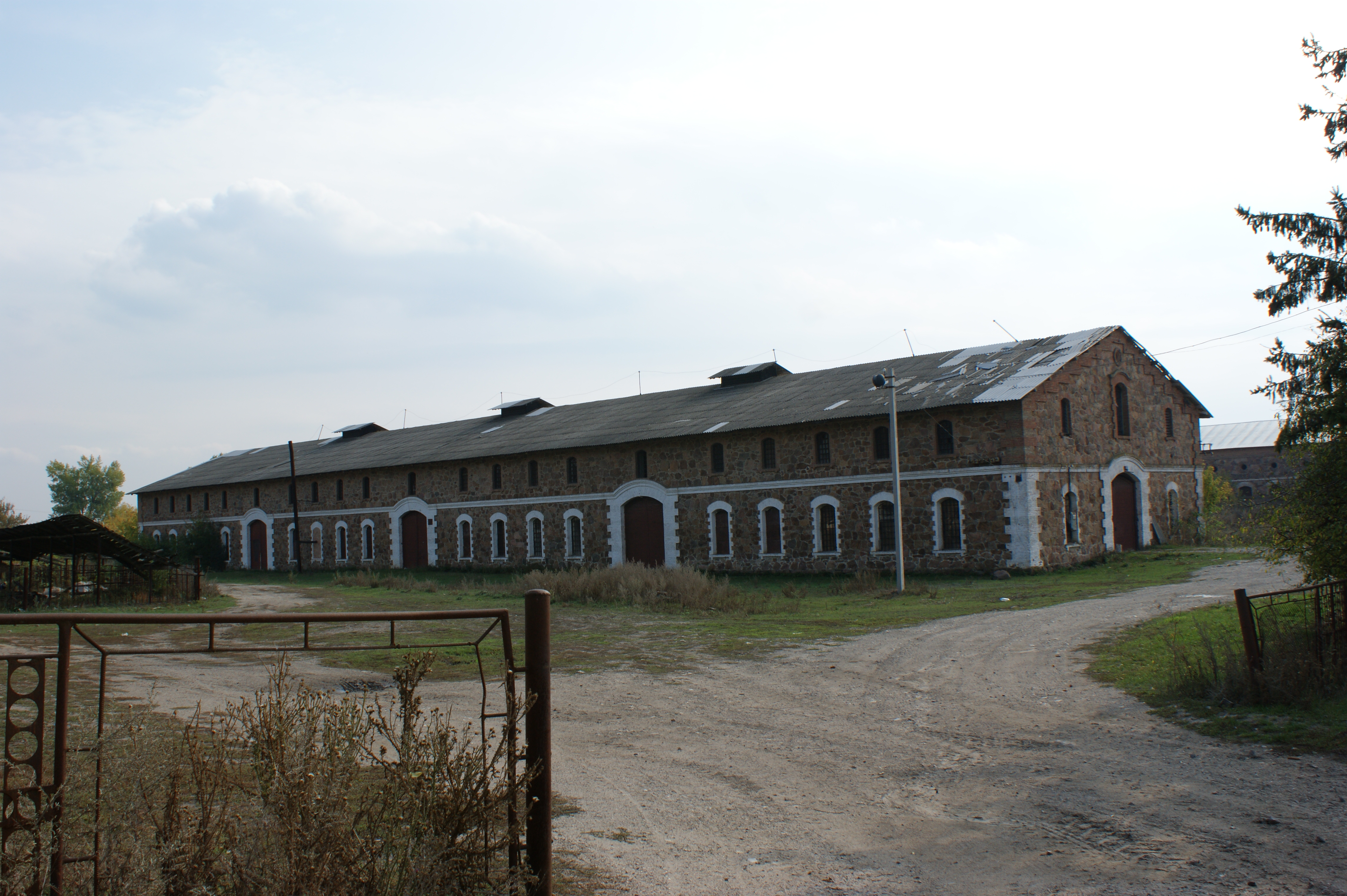
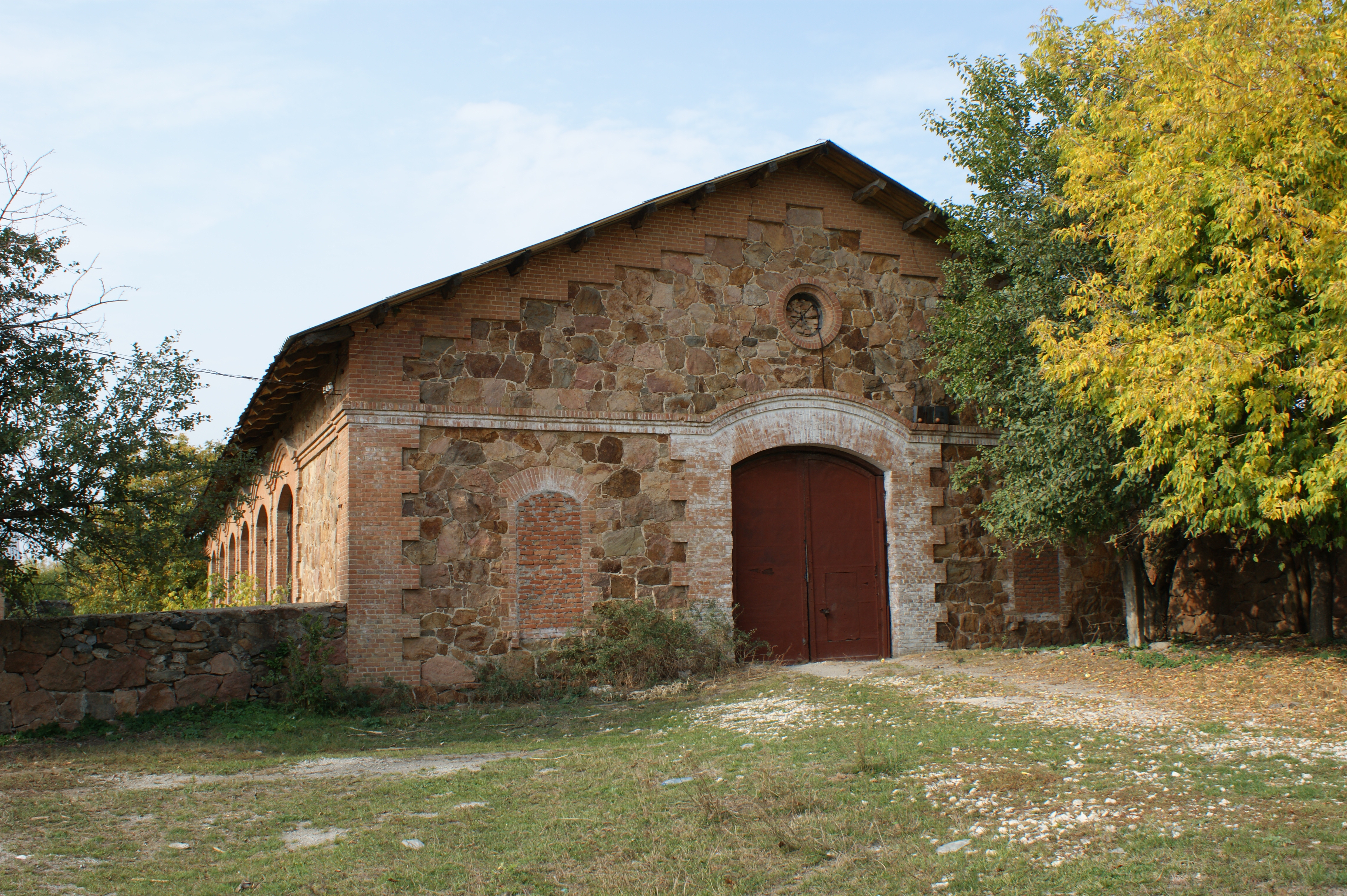
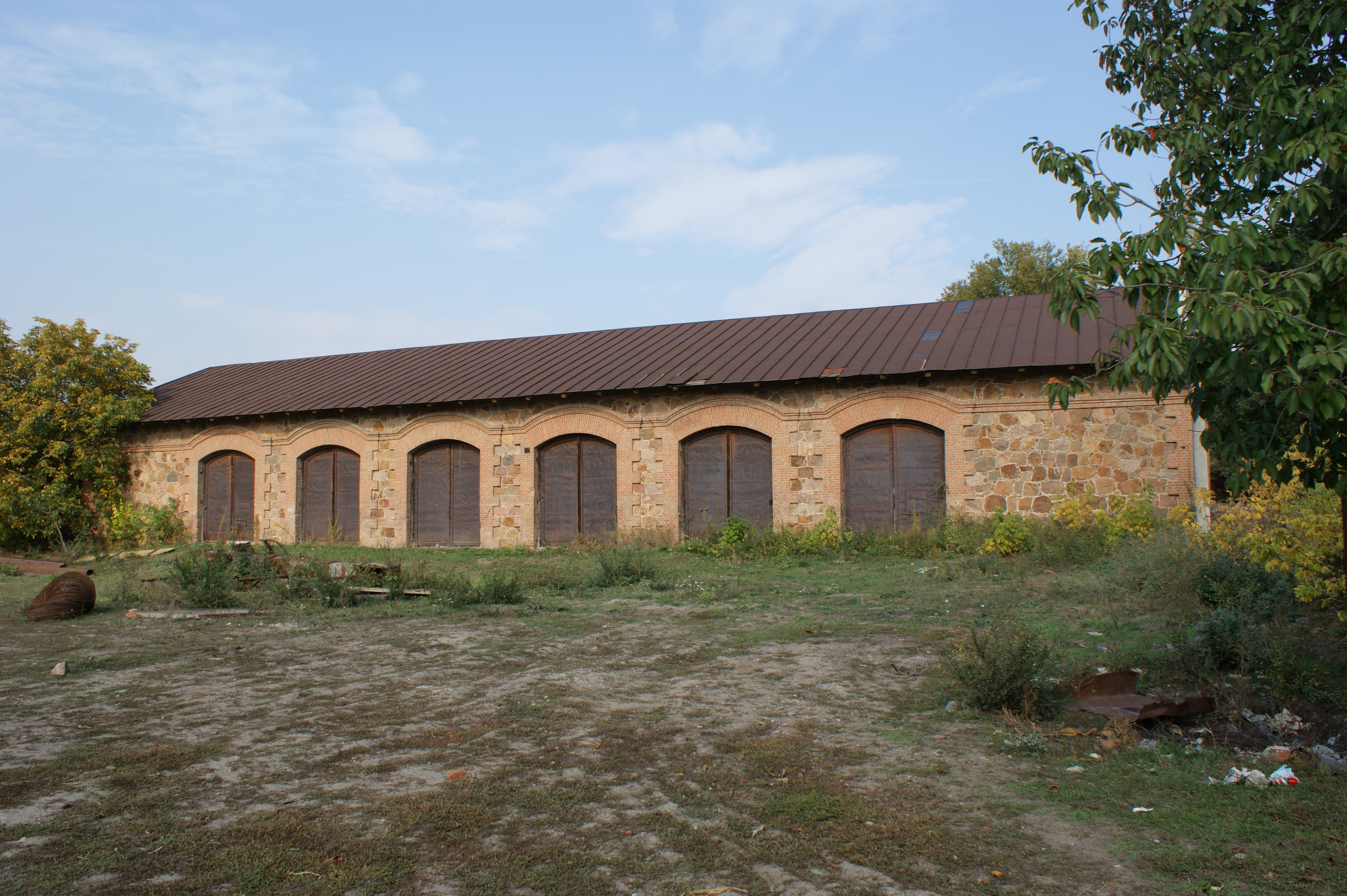
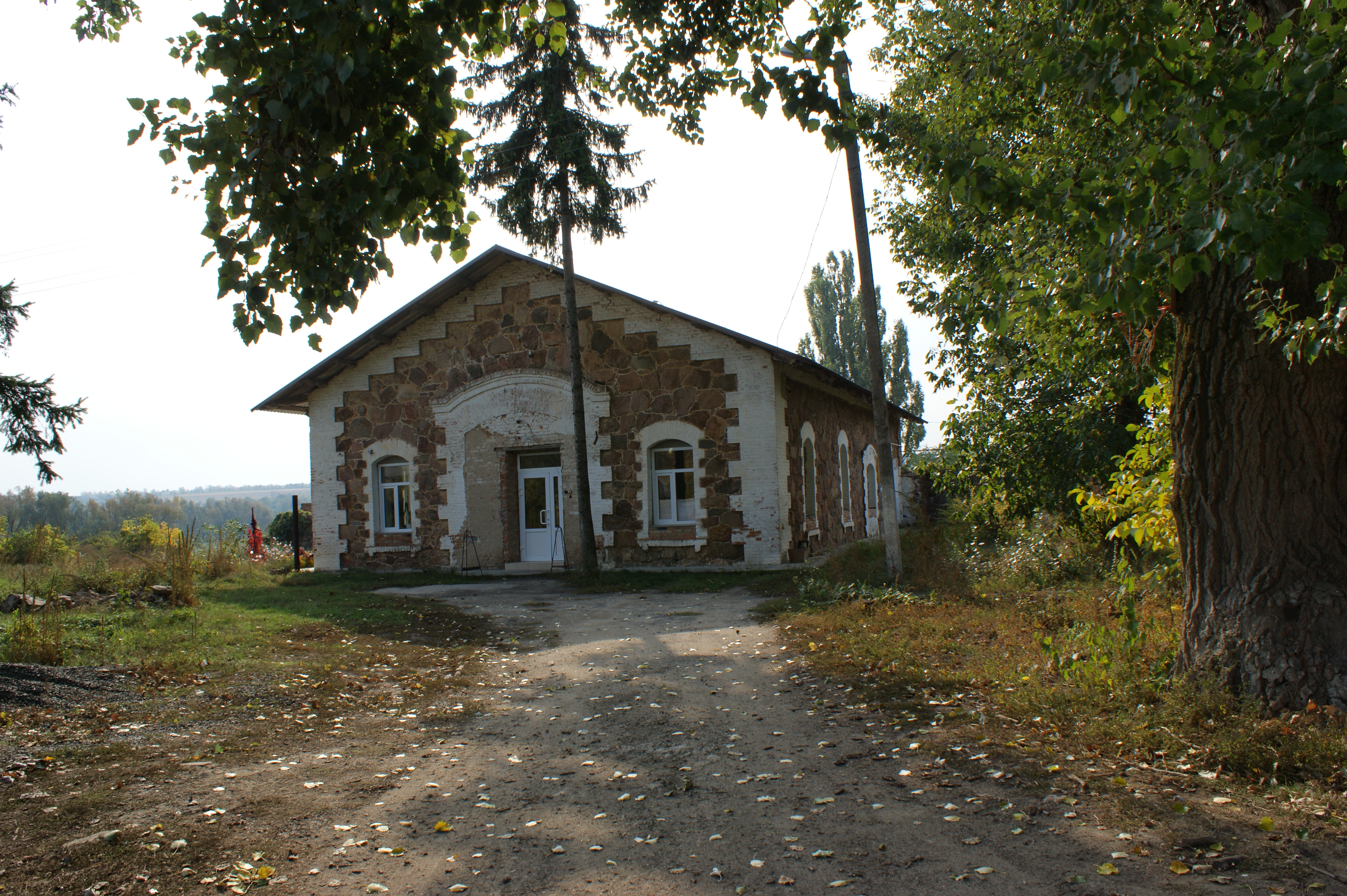
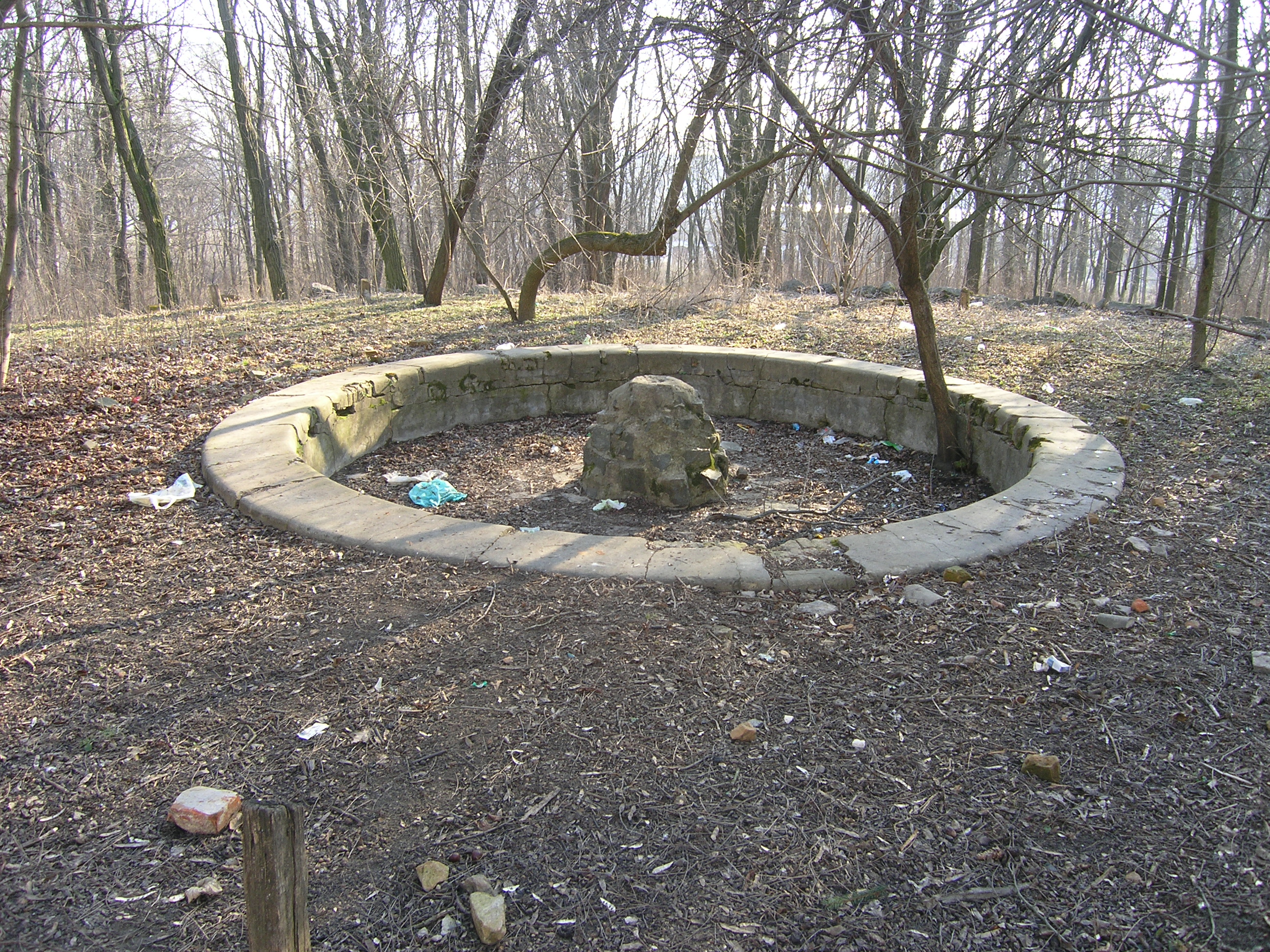
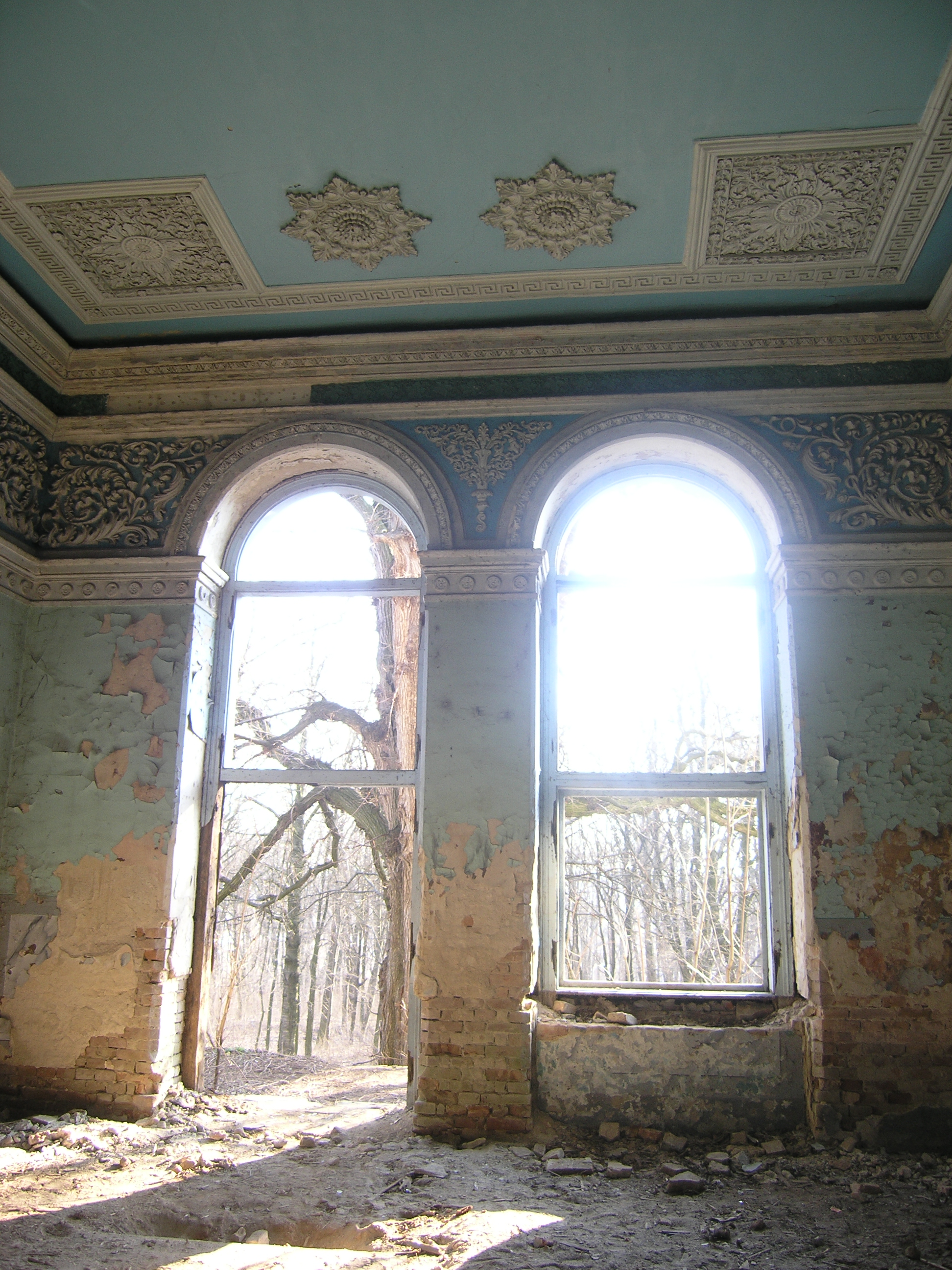
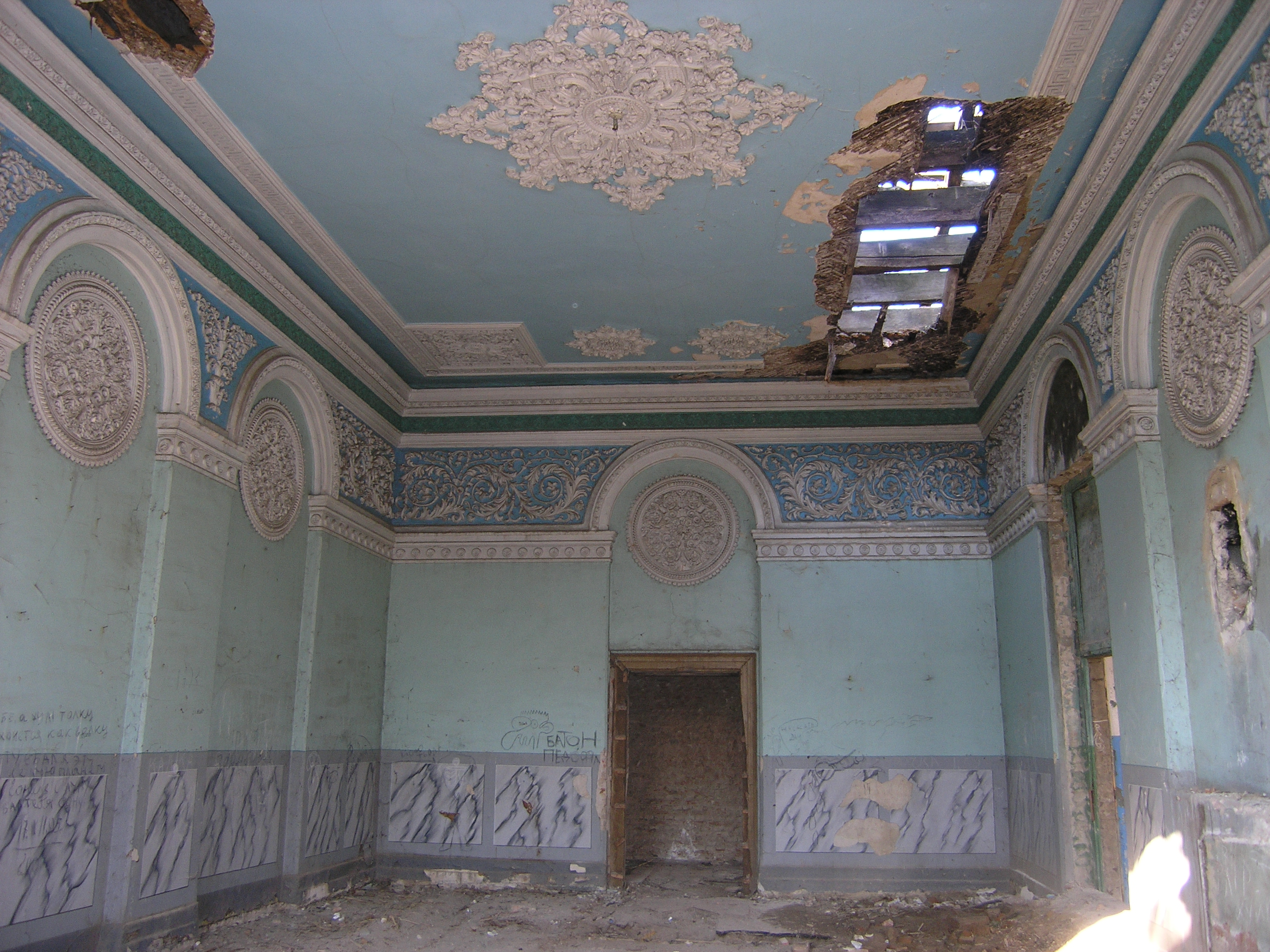
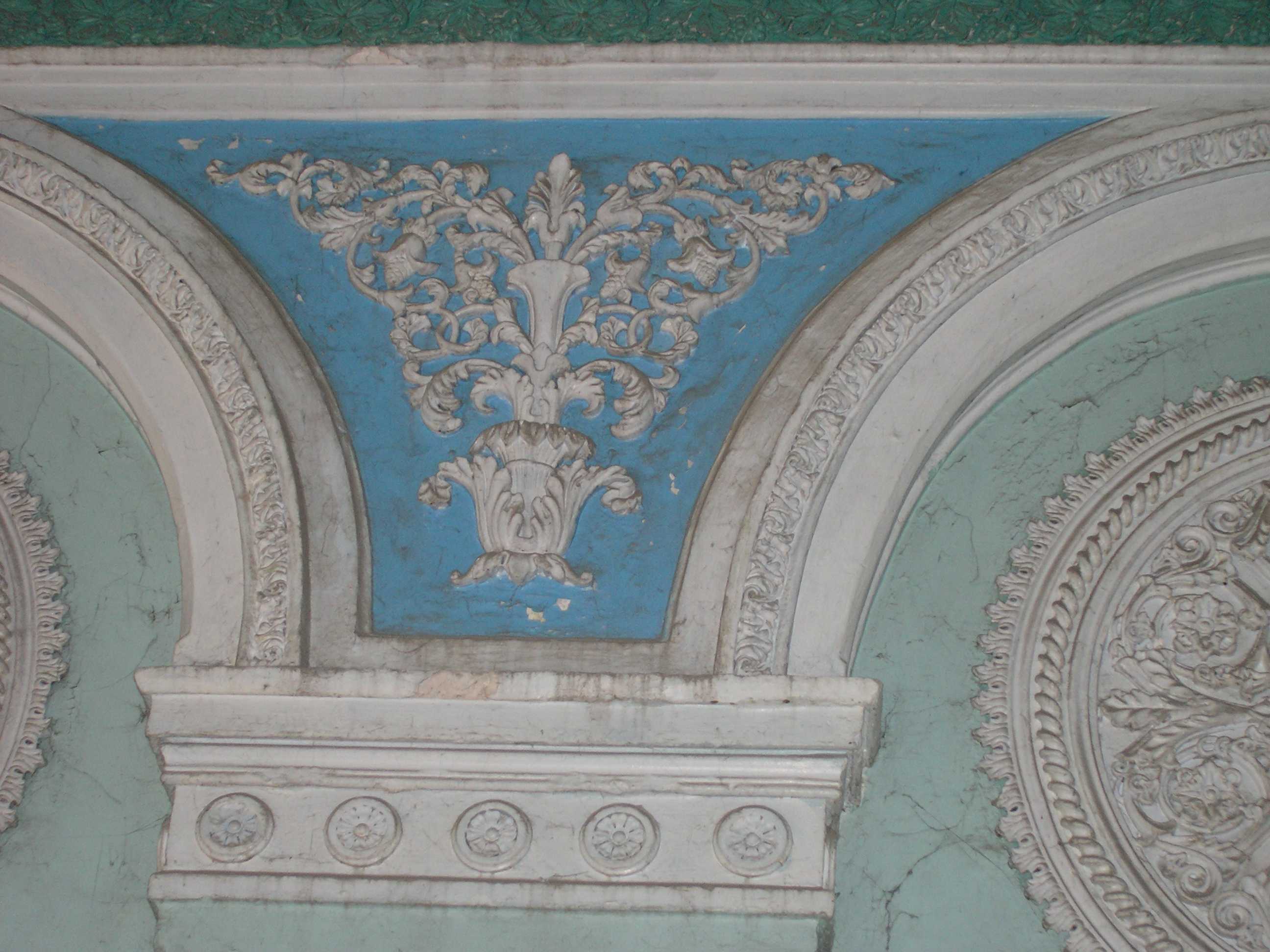

## Галерея

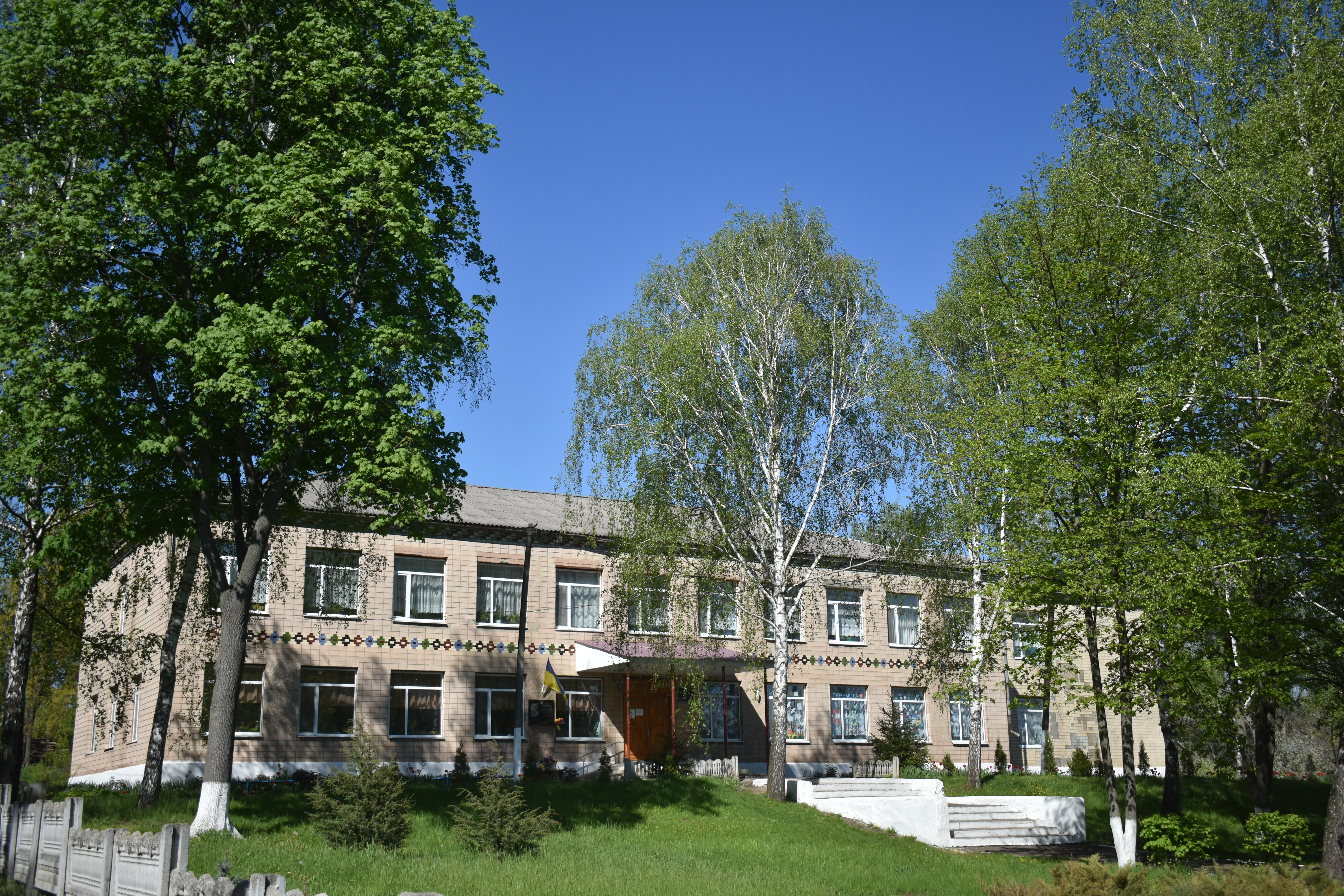
Школа
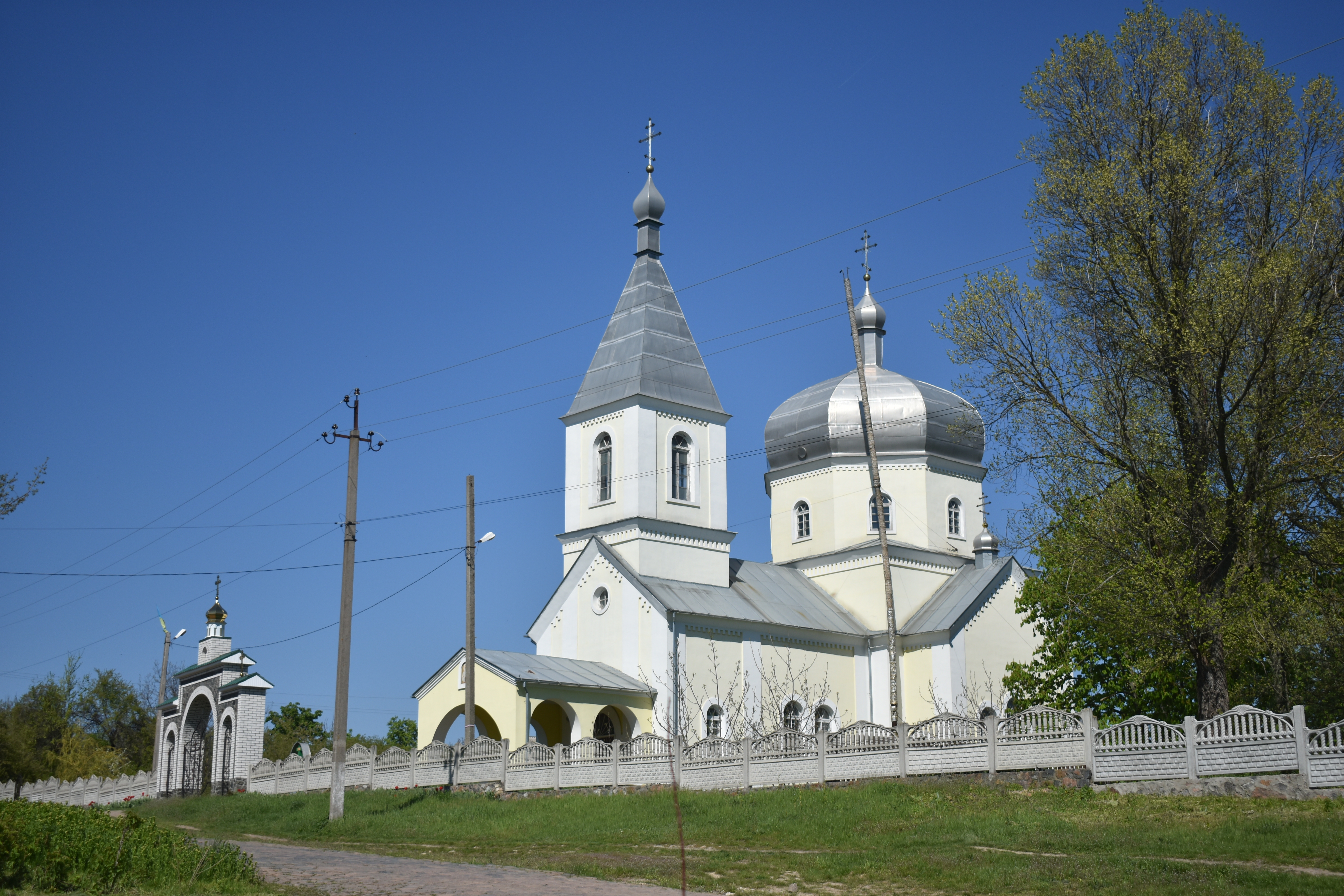
Церква
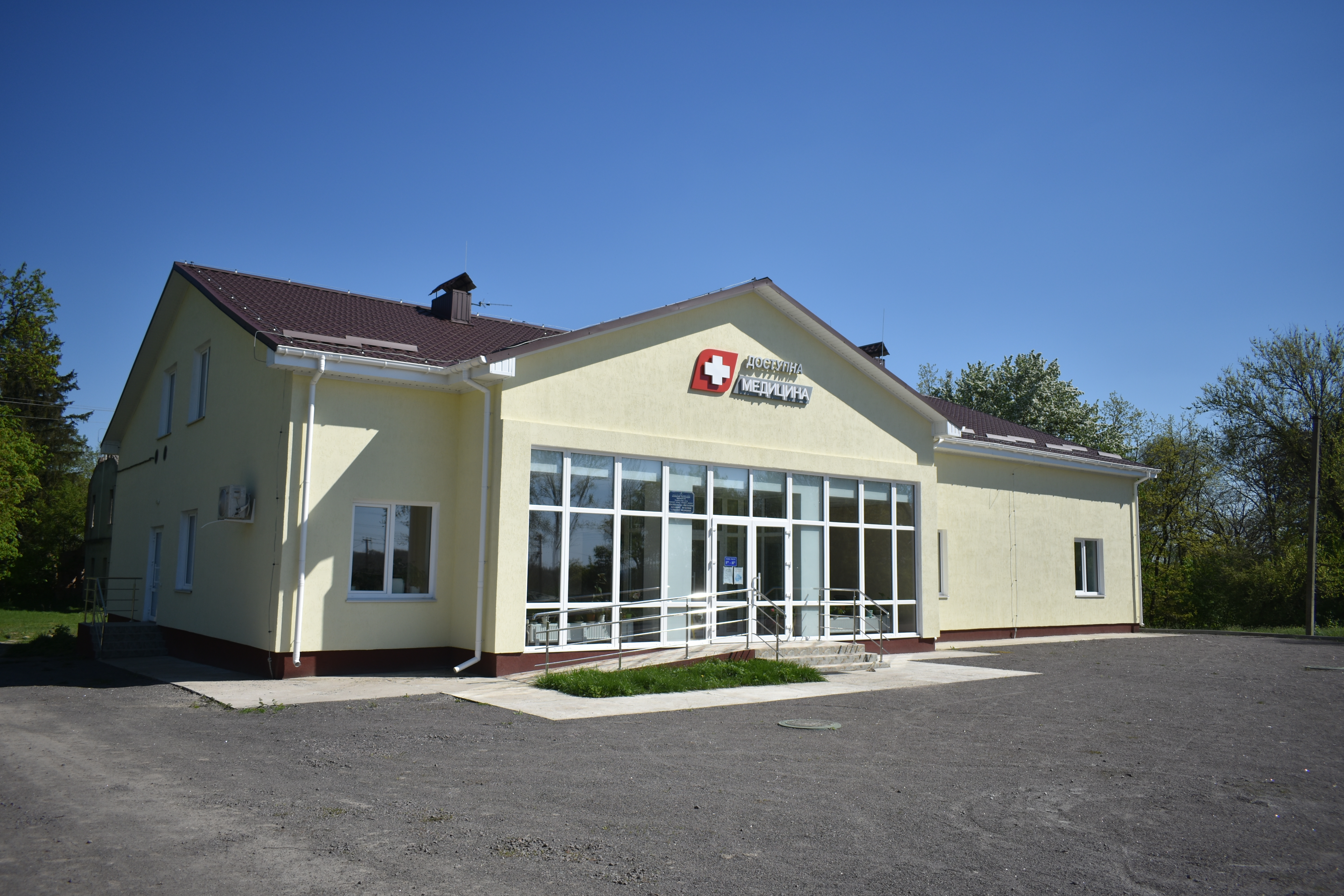
Амбулаторія